# Белозерье (Мордовия)
Белозерье (тат. Азюрка) — село в Ромодановском районе Мордовии. Образует Белозерьевское сельское поселение.

## Название
Названо по озеру Белое. Озеро так названо в связи с его чистой, прозрачной водой. По-татарски Азюрка, прежнее татарское название утеряно.

## География
Расположено близ озера Белого (с чистой, прозрачной водой; название-гидроним), в 15 км от районного центра и 6 км от рзд 46 км. 

## Исторический очерк
Основано в середине 17 в. темниковскими служилыми татарами, прибывшими на Атемарскую засечную черту. В «Атемарской десятне 1679—1680 гг.» о первых поселенцах сообщается: «Дмитрий Исялгилдин служит великого государя рейтарскую службу лет с 20 и больше, а латы были даны с рейтаром деревни Белозерье с Кулмаем Уразгилдиным. Поместной земли за ним в Саранском уезде, в розных местах, 70 четей».
По «Книге доимок» (1775) в Белозерье числились 127 душ. В «Списке населённых мест Пензенской губернии» (1869) Белозерье (Озерки) — село казённое из 78 дворов Саранского уезда. В 1913 году в селе было 3 мечети и 6 торговых лавок.
В 1929 году был создан колхоз «Янга Турмыш» («Новая жизнь»). В 1950 году к нему был присоединён колхоз «Янга Фикер» («Новые знания», организован в 1930 году в с. Инят).
С 1996 г. — СХПК «Ялкын» («Пламя»).
С 1933 года входило в национальный Лямбирский район, в 1962 году в связи с его ликвидацией отошло к Ромодановскому району, при восстановлении района в 1967 году не было возвращено обратно.

## Население и известные жители
| 2002  | 2006  | 2010  | 2012  | 2013  | 2014  | 2015  |
| ----- | ----- | ----- | ----- | ----- | ----- | ----- |
| 2792  | ↗2873 | ↗2949 | ↗2951 | ↘2940 | ↘2900 | ↗2946 |
| 2016  | 2017  | 2018  | 2019  | 2020  | 2021  |       |
| →2946 | ↘2935 | ↗2949 | ↘2934 | ↗2943 | ↗3078 |       |

Население — татары.
Характерным фактором является то, что большинство жителей села, более 90 %, являются мусульманами.

## Инфраструктура
В селе имеются медпункт, кафе, 8 мечетей (одна соборная), АЗС, автомойки, отдел полиции, магазины.

## Образование
Средняя школа.

## Спорт
В селе есть команда «Якташлар» (тат. «Земляки») — чемпион Мордовии по хоккею.